# Ehsan Hadadi
Ehsan Hadadi (en persan : احسان حدادی, né le 20 janvier 1985 à Téhéran) est un athlète iranien, spécialiste du lancer du disque.

## Biographie
En remportant les Championnats du monde juniors à Grosseto, il est devenu le premier homme iranien à gagner une médaille d'or dans une compétition d'athlétisme. Son meilleur lancer a été obtenu à Tallinn le 3 juin 2008 avec 69,32 m, record d'Asie.
En 2009, il remporte les Championnats d’Asie avec 64,83 m, devant son compatriote Mohammad Samimi (64,01 m)
En 2010, il conserve son titre lors des Jeux asiatiques, avec un jet à 67,99 m.
En 2011, aux Mondiaux de Daegu, il remporte, avec le bronze, la toute première médaille asiatique lors de Championnats du monde dans le lancer de disque masculin.
Le 6 juillet 2017, il remporte un nouveau titre de champion d'Asie avec un jet à 64,54 m.
Le 29 août 2018, Ehsan Hadadi entre dans l'histoire du sport asiatique en décrochant à Jakarta son quatrième titre consécutif des Jeux asiatiques. Avec un meilleur jet à 65,71 m, réalisé au 6e essai, l'Iranien devance de plus de 5,50 mètres son dauphin, l'Irakien Mustafa al-Saamah (60,09 m). Tous ses essais étaient supérieurs à la marque d’al-Saamah.
Le 21 avril 2019, il remporte son 6e titre de champion d’Asie, en battant son propre record des Championnats en 65,95 m lors de son dernier essai.
Il se classe 7e des championnats du monde 2019 à Doha avec 65,16 m.
Le 28 mars 2020, il est testé positif au coronavirus.

## Palmarès
| Date | Compétition                     | Lieu             | Résultat | Marque  |
| ---- | ------------------------------- | ---------------- | -------- | ------- |
| 2004 | Championnats du monde juniors   | Grosseto         | 1er      | 62,14 m |
| 2005 | Championnats d’Asie             | Incheon          | 1er      | 65,25 m |
| 2006 | Coupe du monde                  | Athènes          | 2e       | 62,60 m |
| 2006 | Jeux asiatiques                 | Doha             | 1er      | 63,79 m |
| 2007 | Championnats d’Asie             | Amman            | 1er      | 65,38 m |
| 2007 | Championnats du monde           | Osaka            | 7e       | 64,53 m |
| 2009 | Championnats d’Asie             | Canton           | 1er      | 64,83 m |
| 2010 | Jeux asiatiques                 | Canton           | 1er      | 67,99 m |
| 2011 | Championnats d'Asie             | Kobe             | 1er      | 62,27 m |
| 2011 | Championnats du monde           | Daegu            | 3e       | 66,08 m |
| 2012 | Jeux olympiques                 | Londres          | 2e       | 68,18 m |
| 2014 | Jeux asiatiques                 | Incheon          | 1er      | 65,11 m |
| 2017 | Jeux de la solidarité islamique | Bakou            | 2e       | 60,54 m |
| 2017 | Championnats d'Asie             | Bhubaneswar      | 1er      | 64,54 m |
| 2018 | Jeux asiatiques                 | Jakarta          | 1er      | 65,71 m |
| 2018 | Ligue de diamant                | Ligue de diamant | 8e       | 63,48 m |
| 2019 | Championnats d'Asie             | Doha             | 1er      | 65,95 m |
| 2019 | Ligue de diamant                | Ligue de diamant | 6e       | 64,75 m |
| 2019 | Championnats du monde           | Doha             | 7e       | 65,16 m |
| 2023 | Jeux asiatiques                 | Hangzhou         | 2e       | 61,82 m |

## Records
| Épreuve                     | Performance  | Lieu    | Date         |
| --------------------------- | ------------ | ------- | ------------ |
| Lancer du disque            | 69,32 m (AR) | Tallinn | 3 juin 2008  |
| Lancer du disque (1,750 kg) | 62,24 m      | Ipoh    | 16 juin 2004 |